# Dendrocnide stimulans
Mán nam, han tím hay mán Thorel (danh pháp khoa học: Dendrocnide stimulans) là loài thực vật có hoa trong họ Tầm ma. Loài này được Carl Linnaeus Trẻ mô tả khoa học đầu tiên năm 1782 dưới danh pháp Urtica stimulans. Năm 1965 Chew chuyển nó sang chi Dendrocnide.